# Phthinia flagellata
Phthinia flagellata är en tvåvingeart som beskrevs av Freeman 1951. Phthinia flagellata ingår i släktet Phthinia och familjen svampmyggor. Inga underarter finns listade i Catalogue of Life.